# Кудряшево
Кудряше́во (каз. Кудряшов) — село у складі Курмангазинського району Атирауської області Казахстану. Адміністративний центр Кудряшовського сільського округу.
У радянські часи село називалось Кудряшово.
Населення — 1099 осіб (2021; 1071 у 2009, 1215 у 1999, 2130 у 1989).